# Nguyễn Hữu Lê
Nguyễn Hữu Lê (1926 – 29 tháng 12 năm 2022) là một sĩ quan cao cấp của Quân đội nhân dân Việt Nam, hàm Thiếu tướng, nguyên Phó tư lệnh Quân khu 1.

## Cuộc đời
Nguyễn Hữu Lê tên thật là Lê Văn Nhân, sinh năm 1926 tại thị trấn Chí Linh, thành phố Chí Linh, tỉnh Hải Dương. Ông từng là thư ký cho Chủ tịch Ủy ban nhân dân Việt Minh ở Đệ tứ Chiến khu. Sau khi Cách mạng Tháng Tám thành công, ông đảm nhiệm thư ký văn phòng tỉnh ủy Hải Dương. Từ năm 1946 đến 1948, ông đảm nhiệm nhiều vị trí từ Huyện ủy viên huyện Ninh Giang đến Tỉnh ủy viên, Trưởng ban Tổ chức và Trưởng ban Dân vận của Tỉnh ủy Hòa Bình. Tháng 12 năm 1948, ông phụ trách địch vận Khu ủy Khu 3. Tròn 1 năm sau, ông được điều làm cán bộ đoàn Kiểm tra Trung Ương.
Từ tháng 3 đến tháng 12 năm 1950, ông là Bí thư cho Trần Đăng Ninh – người trở thành Chủ nhiệm đầu tiên của Tổng cục Hậu cần sau khi cơ quan này được thành lập vào tháng 7 cùng năm. Sau 1 năm làm cán bộ kiểm tra của Tổng cục Hậu cần, Nguyễn Hữu Lê lần lượt đảm nhiệm Phó trưởng phòng và Trưởng phòng Kiểm tra của Tổng cục từ tháng 1 năm 1952 đến tháng 8 năm 1957. Sau đó ông được điều làm Trưởng phòng Tổng kết chiến tranh và đảm nhiệm vai trò này trong 4 năm trước khi trở thành Phó hiệu trưởng Trường Sĩ quan Kỹ thuật vào tháng 9 năm 1961. Đến tháng 4 năm 1964, ông được thăng làm Hiệu trưởng trường.
Chỉ hơn 1 năm đảm nhiệm Hiệu trưởng Trường Sĩ quan Kỹ thuật, ông được điều về Tổng cục Hậu cần đảm nhiệm lần lượt các chức vụ Phó cục trưởng Cục Quân nhu, Cục Quản lý xe và Cục Xăng dầu. Từ tháng 3 năm 1970 đến tháng 6 năm 1978 ông là Phó tham mưu trưởng Đoàn 559, Phó cục trưởng Cục Xây dựng, Phó tham mưu trưởng Tổng cục Hậu cần. Tháng 7 năm 1978, ông chính thức được bổ nhiệm làm Chủ nhiệm Hậu cần Quân khu 1. Chỉ 5 tháng sau, ông được thăng làm Phó tư lệnh kiêm Chủ nhiệm Hậu cần của Quân khu 1, và đảm nhiệm vai trò này cho đến khi về hưu năm 1989. Ngày 29 tháng 12 năm 2022, ông qua đời tại Bệnh viện Trung ương Quân đội 108, thọ 96 tuổi.

## Khen thưởng
- Huân chương Độc lập hạng Ba;
- Huân chương Quân công hạng Nhì, Ba;
- Huân chương Chiến công hạng Nhất, Ba;
- Huân chương Kháng chiến hạng Nhất;
- Huân chương Chiến thắng hạng Nhất, Nhì;
- Huân chương Chiến sĩ vẻ vang hạng Nhất, Nhì, Ba;
- Huy chương Quân kỳ Quyết thắng.

## Lịch sử thụ phong quân hàm
| Năm thụ phong | –      | Tháng 12, 1985 |
| ------------- | ------ | -------------- |
| Cấp bậc       | Đại tá | Thiếu tướng    |